# Церква Святого Георгія (Феодосія)
Церква Святого Георгія (вірменська) (Сурб-Геворг, вірм. Սուրբ Գեորգի եկեղեցի) — пам'ятка архітектури, вірмено-католицький храм XIV століття у Феодосії. Колишній кафолікон однойменного Георгіївського монастиря.

## Історія
Збудована у 1385 році, була головною церквою великого Вірменського Георгіївського монастиря. Перебудована у XIX столітті православними.

## Опис

### Архітектура
В плані — витягнутий прямокутник. Своєрідність зовнішнього вигляду пояснюється тим, що будівля складається з декількох різночасових об'ємів.
Стародавня східна частина складена з буту і перекрита напівкруглими склепіннями на арках. Добудовані в XIX столітті середня і західна частини зведені вже з обробленого каменю. Середня частина храму оздоблена шатровим куполом на восьмигранному барабані в традиціях російської архітектури. Західна має склепінчасте перекриття. Віконні та дверні отвори стрілчасті. Зовні та зсередини будівля потинькована.